# 后无政府主义
后无政府主义是一种采用後結構主義和后现代主义方法的无政府主义哲学（其也因此被称为后结构无政府主义，以示其并未超越无政府主义范畴）。后无政府主义并非一套单一连贯的理论，而是指结合了某些后现代主义者和后结构主义者（如米歇尔·福柯、吉尔·德勒兹、雅各·拉岡、雅克·德里达和尚·布希亞）、后现代女性主义者（如朱迪斯·巴特勒）以及古典无政府主义和自由意志主义者（如庄子、埃玛·戈尔德曼、麥克斯·施蒂納和弗里德里希·尼采）作品中思想后产生的理论。因此这一术语在不同的人使用时指代也明显不同。
后无政府主义使用的多样化的方法和指代的不明确性说明了无政府主义本身对教条和复杂历史的拒绝。然而，索尔·纽曼提供的一些信息表明，这个词所指代事物正逐渐变得一致。在他2015年出版的《后无政府主义》一书中，他将后无政府主义定义为“一种无政府主义，其不应被理解为一套社会安排或某种特定的革命计划，而应被理解为一种感性，一种受到某人对已拥有自由的认知所推动的生活和看待世界的精神气质或方式”。在这一定义中，后无政府主义借鉴了无政府主义的革命精髓，但在运作上却脱离了无政府主义对消灭国家的注重。
露丝·金娜在对纽曼的书的评审中写道“无政府主义[在很大程度上被定义为]一种行动纲领、一种社会革命的理念和一种无国家社会的概念，而[纽曼的]后无政府主义则与自主的思维和行为模式——福柯的‘不服管的明确意志’——以及对革命的放弃有关”。

## 方法及词源
“后无政府主义”一词由后左翼无政府主义哲学家哈基姆·贝在他1987年的文章《后无政府主义的安那其》中提出。贝认为，无政府主义已经变得孤立和宗派化，混淆了各种无政府主义思想流派和无政府状态下生活的真实体验。1994年，托德·梅提出了“后结构无政府主义”一词，主张以后结构主义对權力的理解为基础的理论，特别是通过米歇尔·福柯和埃玛·戈尔德曼的作品中的理论，同时采取无政府主义的伦理学方法。
“拉康式的无政府主义”一词同样由索尔·纽曼提出，用以进一步的使用雅各·拉岡和麥克斯·施蒂納作品中的概念。纽曼批评米哈伊尔·亚历山德罗维奇·巴枯宁和彼得·阿列克谢耶维奇·克鲁泡特金等古典无政府主义者，认为他们假设了一个客观的“人性”和自然秩序；他认为，以这一叙事角度来看，人类的进步和富裕是天生的，只有建制派是唯一迫使人们做出其他行为的限制。纽曼认为这是一种摩尼教的世界观，描绘的不过是托马斯·霍布斯的《利维坦》中“善”的国家被“恶”的人所征服的相反面。
刘易斯·卡尔试图通过弗里德里希·尼采作品中的概念发展后无政府主义理论并反对笛卡尔的“主体”概念。自此，他创立了一种激进的无政府主义形式：成为的无政府主义。这种无政府主义没有最终的目标，也不会流入“存在”；它既不是社会发展的最终形态，也不是社会的静态形式，而是成为了永久的，一种没有目的的手段。意大利自治主义者乔治·阿甘本也曾写过这方面的想法。在这方面，它类似于被称为扰沌的新兴社会的“复杂系统”观点。卡尔从无政府主义的角度批判了自由主义的语言、意识和理性的概念，认为它们是资本主义国家组织中经济和政治权力的内在组成部分。
唐恩·羅契薩在《后无政府主义之后》和《后无政府主义：一位读者》中从拉康精神分析的角度来探讨后无政府主义一词。

## 扩展阅读
- Rousselle, Duane and Evren, Süreyyya  (eds) Post-Anarchism: A Reader. London: Pluto Press. (2011)
- Call, Lewis. . Lexington: Lexington Books. 2002. ISBN 0-7391-0522-1.
- Fabbri, Lorenzo. "From Inoperativeness to Action: On Giorgio Agamben’s Anarchism" （页面存档备份，存于）, "Radical Philosophy Review," Volume 4, Number 1, 2011.
- Ferguson, Kathy. . Philadelphia: Temple University Press. 1984. ISBN 0-87722-400-5.
- Franks, Benjamin.  (PDF). Journal of Political Ideologies (Routledge). June 2007, 12 (2): 127–145  [2021-11-28]. ISSN 1356-9317. S2CID 144787193. doi:10.1080/13569310701284985. （原始内容存档 (PDF)于2022-03-13）.
- May, Todd. . University Park: Pennsylvania State University Press. 1994. ISBN 0-271-01046-0.
- Mümken, Jürgen. . Frankfurt am Main: Edition AV. 2003. ISBN 3-936049-12-2.
- Mümken (editor), Jürgen. . Frankfurt am Main: Edition AV, Verlag. 2005. ISBN 3-936049-37-8.
- Newman, Saul. . Lexington: Lexington Books. 2001. ISBN 0-7391-0240-0.
- Moore, John. . Autonomedia. 2004. ISBN 1-57027-121-6.
- Michel Onfray La puissance d'exister, Paris, Grasset, (2006) ISBN 2-246-71691-8
- Michel Onfray Politique du rebelle: traité de résistance et d'insoumission (1997)
- Michel Onfray La philosophie féroce : exercices anarchistes. (2004)
- Colson, Daniel. "Anarchist Subjectivities and Modern Subjectivity". （页面存档备份，存于）
- Colson, Daniel. "Deleuze et le renouveau de la pensée libertaire"
- Call, Lewis et al. "Post-anarchism today", Anarchist Developments in Cultural Studies, volume 1, 2010.
- Springer, S. 2012. "Violent accumulation: a postanarchist critique of property, dispossession, and the state of exception in neoliberalizing Cambodia." Annals of the Association of American Geographers.